# 현자의 손자

현자의 손자(賢者の孫)는 요시오카 츠요시가 원작한 일본의 라이트 노벨 소설 작품이다. 「소설가가 되자」에서 2015년 1월부터 패미통 문고(KADOKAWA)에서 간행.

## 줄거리
사고로 죽었을 청년이 갓난아기의 모습으로 이세계에서 환생! 구국의 영웅 「현자」 멀린 월포드에게 거둬진 그는 신이라는 이름을 받는다. 멀린에게 자라나 규격 외의 마법사가 된 신이었지만, 외딴 곳에서 자라나는 바람에 일반 상식을 모르는 세상 물정을 모르고 말았다. 집에 자주 오는 디스 아저씨의 권유로 신은 왕국 알스하이드 고등마법학원에 다니게 되었는데, 파격적인 그는 여러 사건에 휘말린다.